# Зрманя
Зрманя (хорв. Zrmanja) — река в Хорватии в жупаниях Задарска и Шибенско-Книнска. Длина реки составляет 69 км.
Исток реки находится около деревни Зрманя-Врело (20 км к северо-западу от Книна). Впадает Зрманя в залив Адриатического моря Новиградско-Море. Основное направление течения — на запад. Крупнейший приток — Крупа, крупнейший населённый пункт на реке — город Обровац.
Зрманя типичная для Лики и Далмации карстовая река, течёт в глубоком каньоне глубиной до 200 метров. В верхнем и среднем течении в русле многочисленные пороги и небольшие водопады. Популярное место для рафтинга. Судоходна для небольших судов от устья до города Обровац (12 км).